# Kobo Abe
Kobo Abe (安部公房 Abe Kōbō, n. 7 martie 1924 — d. 22 ianuarie 1993) a fost pseudonim al lui Kimifusa Abe, a fost un scriitor japonez, fotograf și inventator.
Numele său este romanizat ca Kobo Abe.

## Biografie
S-a născut în Tokio, a crescut în Manciuria și a absolvit Facultatea de medicină a Universității Imperiale din Tokyo în 1948, i s-a acordat diploma cu condiția să nu practice niciodată această profesie.
A publicat primul său roman în 1948 și a lucrat ca un autor de piese de teatru de avangardă, romancier și dramaturg, dar recunoașterea internațională a sosit abia după publicarea în 1960 a romanului Femeia nisipurilor (Suna no onna).
Kobo Abe a colaborat cu regizorul japonez Hiroshi Teshigahara, pe la mijlocul anilor 1960, la adaptarea pentru ecran a romanelor sale: Groapa, Femeia nisipurilor, Chip străin sau Harta ruinată. Explorările la limita dintre suprarealism și coșmar ale individului în societatea contemporană i-au determinat pe critici să-l compare pe Abe cu Franz Kafka, iar faima sa a depășit granițele țării sale, Japonia, mai ales după ce filmul Femeia nisipurilor a avut succes la Festivalul de Film de la Cannes. A fost membru al Partidului Comunist Japonez, ca majoritatea scriitorilor tineri ai epocii sale, dar a fost exclus din partid în 1960.
A condus o trupă de teatru și a scris piese care pot fi comparate cu creațiile similare din cadrul curentului european al teatrul absurdului. În ultimii săi ani de viață, Abe a scris într-o izolare totală în munții Hakone, la sud vest de capitala Japoniei, Tokio.
A murit în anul 1993 după ce a terminat de scris ultimul său roman, Caietele cangurului.

## Listă de cărți în limba română
- Inter Ice Age 4
- Femeia nisipurilor,(Suna no onna), traducere în limba română de Magdalena Levandovski-Popa.
- Chip străin, (Tanin no Kao), traducere în limba română de Angela Hondru.
- Harta arsă, (Moyetsukita chizu), traducere în limba română de Angela Hondru.
- Bărbatul-cutie, (Hakootoko), traducere în limba română de Angela Hondru.
- Caietele cangurului, (Kangarou notebook)
- Arca florii de cireș,
- Rendevous secret,(Mikkai)
- Trei piese de teatru,
- Prieteni (piesa de teatru),(Tomodachi)